# Rue du Bon-Pasteur
La rue du Bon-Pasteur est une rue du quartier des pentes de la Croix-Rousse dans le 1er arrondissement de Lyon, en France.

## Situation et accès
Elle débute place Lieutenant-Morel et se termine rue Jean-Baptiste-Say, au niveau de montée de la Grande-Côte, et en face de la rue des Pierres-Plantées. La rue Masson commence rue du Bon-Pasteur tandis que la montée Lieutenant-Allouche s'y termine. La circulation se fait dans le sens de la numérotation et à double-sens cyclable avec un stationnement des deux côtés.      
La montée de Vauzelles qui se termine rue de Vauzelles et le passage du Mont-Sauvage qui atteint la montée Lieutenant-Allouche partent de cette voie alors que la montée Neyret aboutit rue du Bon-Pasteur.
La ligne   dessert cette voie avec un arrêt de bus Morel proche de la montée de Vauzelles. Trois stationnements cyclables sont disponibles : un qui est juste à côté de l'arrêt de bus, un autre au niveau de la montée Neyret et enfin le dernier à l'angle de la montée de la Grande-Côte et de la rue Jean-Baptiste-Say.

## Origine du nom
En 1675, Mgr Camille de Neufville de Villeroy approuve une œuvre placée sous le vocable du Bon Pasteur et destinée à donner asile aux prostituées désirant changer de vie. La communauté est d’abord située près de la porte de l'enceinte de la Croix-Rousse. En 1751, elle occupe le couvent de la rue Neyret des religieuses de l’Annonciade car ces dernières ont déménagées en 1749 dans le premier monastère de leur ordre, montée des Carmélites. Les sœurs du Bon-Pasteur sont dispersées en 1793 à la suite de la révolution française. 
Après la révolution, la maison du Bon-Pasteur sert de caserne pour la garnison, et garde le nom de Bon-Pasteur. Le quartier est aussi nommé Bon-Pasteur. C'est pour cela que lorsque l'abbé Callot doit choisir un nom pour une future paroisse dans le quartier, il choisit tout simplement ce titre pour l'édifice provisoire qui sera plus tard remplacé par l'église du Bon-Pasteur.

## Histoire
Selon Louis Maynard, la rue semble correspondre à celle qui est ouverte en 1585 pour faciliter aux maçons les transports des matériaux venant de la démolition de la citadelle que Charles IX avait fait édifier en 1564. Elle porte le nom de Masson, chemin des Massons puis rue Maurice. Elle prend le nom de rue du Bon-Pasteur par décision du conseil municipal du 30 avril 1858.

## Bâtiments remarquables et lieux de mémoire
Au numéro 18, à l'arrière de l'école de la Salle, sur trouve un écusson avec la devise « Dieu et travail », représentée par une croix et des abeilles.
Au numéro 43, se trouve une petite statue de saint Joseph dans une niche.

## Autres aspects
- La rue est souvent représentée dans la série de BD Sales Mioches d'Olivier Berlion et Éric Corbeyran.
- Une plaque commémorative en hommage à Patrice Berger est apposée le 16 décembre 2021 au 15-17 de la rue, où il habita de 1986 jusqu'à sa mort en 2021[8].